# Bob ai III Giochi olimpici giovanili invernali - Monobob femminile
Nel bob ai III Giochi olimpici giovanili invernali di Losanna 2020 la gara del monobob femminile si è tenuta il 19 gennaio a Sankt Moritz, in Svizzera, sulla pista Olympia Bobrun St. Moritz–Celerina.
Hanno preso parte alla competizione 18 atlete in rappresentanza di 15 differenti nazioni. La medaglia d'oro è stata conquistata dalla rumena Georgeta Popescu, davanti alla slovacca Viktória Čerňanská, medaglia d'argento, e alla tedesca Celine Harms, bronzo.

## Risultato
| Pos. | Num. | Atlete             | Nazione       | 1ª manche | 2ª manche | Totale  | Distacco |
| ---- | ---- | ------------------ | ------------- | --------- | --------- | ------- | -------- |
|      | 4    | Georgeta Popescu   | Romania       | 1'13"44   | 1'13"40   | 2'26"84 | –        |
|      | 5    | Viktória Čerňanská | Slovacchia    | 1'13"83   | 1'13"52   | 2'27"35 | +0"51    |
|      | 2    | Celine Harms       | Germania      | 1'13"68   | 1'13"68   | 2'27"36 | +0"52    |
| 4    | 1    | Maja Wagner        | Germania      | 1'13"87   | 1'13"80   | 2'27"67 | +0"83    |
| 5    | 11   | Camila Copain      | Francia       | 1'14"23   | 1'13"87   | 2'28"10 | +1"26    |
| 6    | 9    | Emily Kilburn      | Svizzera      | 1'14"66   | 1'14"14   | 2'28"80 | +1"96    |
| 7    | 16   | Loreta Beķerniece  | Lettonia      | 1'14"95   | 1'14"65   | 2'29"60 | +2"76    |
| 8    | 17   | Simone Zanghellini | Liechtenstein | 1'15"00   | 1'14"64   | 2'29"64 | +2"80    |
| 9    | 13   | Joo Hyeong-won     | Corea del Sud | 1'15"25   | 1'14"73   | 2'29"98 | +3"14    |
| 10   | 8    | Emma Sofie Brumoen | Canada        | 1'14"83   | 1'15"24   | 2'30"07 | +3"23    |
| 11   | 15   | Sara Snyder        | Svizzera      | 1'15"14   | 1'14"94   | 2'30"08 | +3"24    |
| 12   | 6    | Charlotte Longden  | Gran Bretagna | 1'15"45   | 1'14"75   | 2'30"20 | +3"36    |
| 13   | 3    | Antonia Sarbu      | Romania       | 1'15"20   | 1'15"51   | 2'30"71 | +3"87    |
| 14   | 12   | Maddy Cohen        | Stati Uniti   | 1'16"06   | 1'15"91   | 2'31"97 | +5"13    |
| 15   | 7    | Maude Crossland    | Colombia      | 1'15"89   | 1'16"26   | 2'32"15 | +5"31    |
| 16   | 18   | El'vira Moiseenko  | Russia        | 1'16"23   | 1'16"38   | 2'32"61 | +5"77    |
| 17   | 14   | Emma Johnsen       | Canada        | 1'16"88   | 1'15"75   | 2'32"63 | +5"79    |
| 18   | 10   | Lin Yu-hsin        | Taipei cinese | 1'16"98   | 1'16"49   | 2'33"47 | +6"63    |

Data: Domenica 19 gennaio 2020

Ora locale 1ª manche: 12:00

Ora locale 2ª manche: 13:15

Pista: Olympia Bobrun St. Moritz–Celerina

Legenda:
- Pos. = posizione
- Num. = numero di partenza
- in grassetto: miglior tempo di manche